# Большой Суходол (Тульская область)
Большой Суходол — деревня в Богородицком районе Тульской области России.
В рамках административно-территориального устройства является центром Большесуходольского сельского округа Богородицкого района, в рамках организации местного самоуправления включается в Бегичевское сельское поселение.

## География
Расположена в 10 км к юго-востоку от центра города Богородицка.

## Население
| 2002 | 2010 |
| ---- | ---- |
| 167  | ↘131 |